# Isn't Life Strange
Isn't Life Strange è una canzone del 1972 dei Moody Blues, presente nell'album Seventh Sojourn, composta dal bassista del gruppo John Lodge.